# Guillermo (nombre)
Guillermo es un nombre propio masculino de origen Germánico. Se hizo muy popular en el idioma inglés después de la conquista normanda de 1066, y siguió siéndolo durante toda la Edad Media y en la era moderna.

## Variantes en otros idiomas
Lenguas romances: Guillermo, Guillermino (español) (diminutivo: Guille), Guillem; y para el femenino: Guillerma y Guillermina.
- Gulielmus (Latín)
- Guglielmo (Italiano)
- Guillaume (Francés)
- William (Inglés)
- Guilhèm (Occitano)
- Guillem (Catalán)
- Guilherme (Portugués)
- Guillerme (Gallego)
- Ilie (Rumano)

Otros:
- غييرمو - Gīyermū (Árabe)
- Jelle (Frisón)
- 威廉- Wēi Lián, 吉列爾莫 jí liè ěr mò, 禮安 Li an, entre otros (Chino)
- ウィリアム- Uiriamu (Japonés)
- Γουλιέλμος - Gouliélmos (Griego)
- Գուլիելմոս - Goulielmós (Armenio)
- Gwilym (Galés)
- Gwilherm (Bretón)
- Illiam (Manés, Gaélico escocés)
- Uilleam (Gaélico escocés)
- Uilliam, Liam (Gaélico irlandés)
- Gillen (Euskera)
- Guildhelm (Flamenco)
- װ ֶעלװ ֶעל - Velvel (Yiddish)
- Вильгельм - Vil'gel'm (Ruso)
- Vilhelm (Danés, Noruego, Sueco)
- Vilhelmo (Esperanto)
- Viliam (Eslovaco)
- Viljem (Esloveno)
- ויליאם - Vylyam (Hebreo)
- Вилим / Vilim (Serbio)
- Ilie (Opés)
- Vilém (Checo)
- Vilmos (Húngaro)
- Vilhelms (Letón)
- Vilius, Viliumas (Lituano)
- Viljami, Ville (Finés)
- Vilhjálmur (Islandés)
- Wilhelm (diversas lenguas germánicas, Polaco)
- Willem, Wim (Neerlandés, Bajo alemán)
- Wiremu (Maorí)

### Personalidades
- Guille Bueno, futbolista español
- Guille Lara, futbolista español
- Guille Martín, músico español
- Guille Rosas, futbolista español
- Guille Rubio, baloncestista español
- Guille Vallejo, futbolista español
- Guillermo Allison, futbolista mexicano
- Guillermo Amor, futbolista español
- Guillermo Andrés López, futbolista español
- Guillermo Balzi, futbolista argentino
- Guillermo Barrientos, actor español
- Guillermo Barros Schelotto, futbolista argentino
- Guillermo Beltrán, futbolista paraguayo
- Guillermo Campra, actor español
- Guillermo Celis, futbolista colombiano
- Guillermo Centurión, futbolista uruguayo
- Guillermo de Amores, futbolista uruguayo
- Guillermo del Toro, director de cine mexicano
- Guillermo Donoso Alonso, futbolista español
- Guillermo Enrique, futbolista argentino
- Guillermo Fernández Hierro, futbolista español
- Guillermo Fernández Romo, entrenador de fútbol español
- Guillermo Fesser, periodista español
- Guillermo Francella, actor argentino
- Guillermo Franco, futbolista argentino-mexicano
- Guillermo Frutos, baloncestista español
- Guillermo García Cantú, actor mexicano
- Guillermo García López, tenista español
- Guillermo González Regalado, actor hispano-venezolano
- Guillermo Heras, actor español
- Guillermo Iriarte, futbolista mexicano
- Guillermo Lasheras, actor español
- Guillermo Lasso, político ecuatoriano
- Guillermo Martínez González, poeta colombiano
- Guillermo Matías Fernández, futbolista argentino
- Guillermo May, futbolista uruguayo
- Guillermo Molina, waterpolista español
- Guillermo Montesinos, actor español
- Guillermo Mulero, baloncestista español
- Guillermo Ochoa, futbolista mexicano
- Guillermo Octavio, futbolista venezolano
- Guillermo Orellana, futbolista chileno
- Guillermo Ortega, actor español
- Guillermo Padula, futbolista uruguayo
- Guillermo Perero, futbolista español
- Guillermo Piccolini, músico argentino
- Guillermo Pont, futbolista español
- Guillermo Pozos, futbolista mexicano
- Guillermo Rejón, baloncestista español
- Guillermo Reyes, futbolista uruguayo
- Guillermo Roldán, futbolista español
- Guillermo Salas, futbolista peruano
- Guillermo Smitarello Pedernera, futbolista español
- Guillermo Soto, futbolista chileno
- Guillermo Vallori, futbolista español
- Guillermo Varela, futbolista uruguayo
- Willy DeVille, cantante estadounidense
- Willy Toledo, actor español

- Datos: Q15630581
- Multimedia: Guillermo (given name) / Q15630581